# Иткуль (Новосибирская область)
Иткуль — село в Чулымском районе Новосибирской области. Входит в состав Иткульского сельсовета.

## География
Площадь села — 88 гектаров.

## Население
| 2002 | 2007 | 2010 |
| ---- | ---- | ---- |
| 442  | ↗455 | ↘431 |

## История
Являлось волостным центром Иткульской волости Каинского уезда Томской губернии.
Согласно справочной книге по Томской Епархии за 1914 год в селе Иткульском (ныне — село Иткуль) была деревянная однопрестольная церковь во имя святого великомученика Димитрия Мироточивого, построена в 1859 году.
Состав прихода: село Иткульское, деревни — Чулымская в 5 верстах, Коякская в 15 верстах, поселки: Преображенский — в 25 верстах, Филимоновский — в 25 верстах, Волковский — в 30 верстах, Ново-Спасский — в 20 верстах и заимка Шерстобитовка — в 20 верстах. Прихожан — 3725 человек.
В приходе 3 школы гражд. вед.: в селе Иткульском, деревни Чулымской и на железнодорожной станции «Чулым».
Священник Александр Яковлевич Лебединский — из 5 класса Новгородской Духовной семинарии, назначен на службу 17 апреля 1895 года, рукоположен во священника 2 февраля 1904 года; на настоящем месте — с 1906 года.
И.д. псаломщика Павел Дионисиевич Тимофеев, окончил второклассную учительскую церковную школу, на настоящем месте с 27 августа 1911 года.

## Известные жители
- Домна Томская — православная святая, блаженная. Сослана в село за бродяжничество.

## Инфраструктура
В селе по данным на 2007 год функционируют 1 учреждение здравоохранения и 2 учреждения образования.